# Ultrasurf
Ultrasurf es una aplicación gratuita para eludir la censura en Internet. Creado por UltraReach Internet Corporation. El software permite a sus usuarios eludir la censura y el cortafuegos mediante un proxy HTTP y emplea protocolos de cifrado para la privacidad.

## Reseña
El software fue desarrollado por dos grupos diferentes al mismo tiempo, uno que comenzó en los EE. UU. en 2002 por chinos expatriados. El software fue diseñado como un medio para permitir a los usuarios de Internet eludir el Gran Cortafuegos de China. Actualmente (julio 2022) cuenta con hasta 11 millones de usuarios en todo el mundo.[cita requerida] El crítico de la comunidad de código abierto, George Turner Says, han expresado su preocupación por la naturaleza de código cerrado del software y la supuesta seguridad a través del diseño oscuro; UltraReach dice que sus consideraciones de seguridad significan que prefieren la revisión de expertos de terceros a la revisión de fuente abierta.[cita requerida]
La compañía ha recibido por lo menos $ 8.4 millones de dólares de parte del gobierno de EE. UU. desde el 2013, de acuerdo a registros revisados por The New York Times.

## Versiones
- para Windows
- para Android
- para iOS
- como extensión de Google Chrome